# Kultur- og likestillingsdepartementet

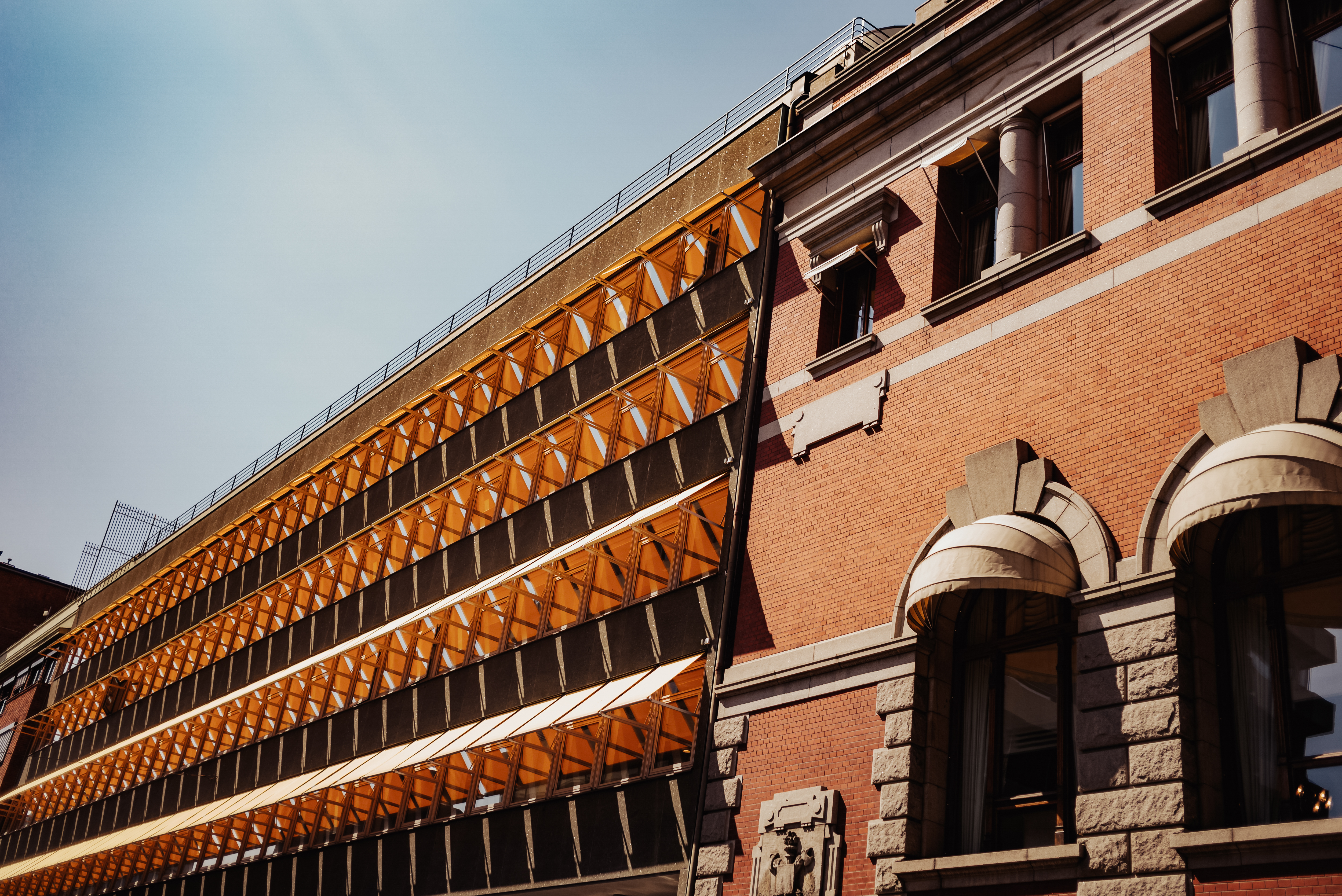
Sitz des Kulturministeriums im Osloer Regjeringskvartalet

Das Kultur- og likestillingsdepartementet (kurz KUD, deutsch Ministerium für Kultur und Gleichstellung) ist das Kultur- und Gleichstellungsministerium von Norwegen. Das Ministerium wurde 1982 gegründet. Seit Juni 2023 ist Lubna Jaffery von der Arbeiderpartiet (Ap) die Kultur- und Gleichstellungsministerin Norwegens.

## Geschichte
Das Kirchen- und Unterrichtsministerium, welches auch für Kultur zuständig war, wurde im Jahr 1818 gegründet. Im Jahr 1982 wurde schließlich ein eigenständiges Kulturministerium unter dem Namen Kultur- og vitenskapsdepartementet (Kultur- und Wissenschaftsministerium) gegründet. Ein erneuter Umbau der Zuständigkeiten führte 1990 dazu, dass ein Kirchen- und Kulturministerium (Kirke- og kulturdepartementet) sowie ein Bildungs- und Forschungsministerium (Utdannings- og forskningsdepartementet) gebildet wurden. Im Jahr 1991 wurde die Zuständigkeit für die Kirchen bereits wieder vom Kulturministerium an das nun umbenannte Ministerium für Kirchen, Bildung und Forschung (Kirke-, utdannings- og forskningsdepartementet) abgegeben. 2002 erhielt das Kulturministerium das Themengebiet erneut und bekam den Namen Kultur- og kirkedepartementet.
Den Namen Kulturdepartementet trug das Ministerium von 2010 bis Ende 2021. Im Jahr 2019 wurde die Zuständigkeit für Gleichstellung vom Kinder- und Familienministerium an das Kulturministerium übertragen. Zum 1. Januar 2022 erhielt das Ministerium den Namen Kultur- og likestillingsdepartementet (Kultur- und Gleichstellungsministerium).

## Organisation
Das Ministerium ist zuständig für die Bereiche Kultur, Gleichstellung und Diskriminierung, Urheberrecht, Medien, Sport, ehrenamtliche Tätigkeit sowie Glücksspiel und Lotterie. Dem Ministerium nachgeordnet sind unter anderem die Gleichstellungs- und Diskriminierungsfachinstitutionen Diskrimineringsnemnda und Likestillings- og diskrimineringsombudet, die Lotterieaufsicht Lotteri- og stiftelsestilsynet, die Medienaufsicht Medietilsynet sowie Kulturinstitutionen wie der Språkrådet, das Riksteatret, der Norwegische Kulturrat, das Norwegische Filminstitut und die Nasjonalbiblioteket.

## Minister
Im Juni 2023 übernahm Lubna Jaffery das Amt der Kultur- und Gleichstellungsministerin von ihrer Parteikollegin Anette Trettebergstuen.